# Quake Live
Quake Live ist ein ursprünglich werbefinanzierter Ego-Shooter von id Software. Er basiert auf dem 1999 veröffentlichten Spiel Quake III Arena und wurde im August 2010 veröffentlicht, wobei er in einer öffentlichen Beta-Version bereits seit Februar 2009 spielbar war.

## Entwicklung
Auf der QuakeCon 2007 kündigte John Carmack an, den Mehrspieler-Shooter Quake III Arena als werbefinanziertes Browserspiel namens Quake Zero zu veröffentlichen.
Im Rahmen der Game Developers Conference gab der Werbe-Vermarkter IGA Worldwide am 19. Februar 2008 eine Pressemitteilung heraus, dass über sie im nun Quake Live genannten Spiel Werbung geschaltet werden kann.
Ab dem Sommer 2008 wurden frühe Beta-Versionen in einer geschlossenen Gruppe getestet, seit dem 25. Februar 2009 stand Quake Live allgemein zur Verfügung, wenn auch immer noch als Beta-Version gekennzeichnet. 2009 teilte John Carmack auf der Computerspielveranstaltung Quakecon 2009 mit, dass das Spiel zusätzlich um einen Bezahlmodus erweitert werde. Dies sei darauf zurückzuführen, dass die Kosten nicht durch Werbeeinnahmen alleine abgedeckt werden könnten.
Am 6. August 2010 wurde die Beta-Phase beendet und zwei Bezahlmodelle vorgestellt.
Quake Live basiert in der grundlegenden Spielmechanik und dem Regelwerk auf Quake III Arena und wird ergänzt durch Elemente aus dem Add-on Quake III: Team Arena (veröffentlicht 2000). Darüber hinaus wurden auch einige ursprünglich von Spielern entwickelte Elemente eingebunden, wie beispielsweise der an die Mod Rocket Arena 3 angelehnte Spielmodus Clan Arena, die in der Quake3-Community beliebte Duell-Map Blood Run (ztntourney1) oder die CTF-Map Courtyard Conundrum (qzctf10).
Insgesamt enthält das Spiel fast alle Maps aus Quake III Arena (teilweise mit Abänderungen), einen Großteil der Maps aus Team Arena sowie alle Waffen aus beiden Spielen. Dazu kommt eine Reihe von Maps, die exklusiv für Quake Live entwickelt wurden (qzca1-3, qczctf8). Weitere Änderungen und Ergänzungen folgen kontinuierlich durch den Hersteller.
Seit Januar 2014 ist Quake Live nicht mehr in einer Browsergames-Version spielbar, sondern nur noch in einer auf Windows-Betriebssysteme ausgelegten, downloadbaren Clientgame-Variante erhältlich. Ein für Linux- oder für MacOS-Betriebssysteme ausgelegter Client ist zurzeit nicht verfügbar.

## Unterschiede zuQuake III Arena
- Quake Live besitzt ein sogenanntes tier ranking (eng. tier = „Rang“, „Stufe“): Spieler werden anhand ihrer Fertigkeiten eingestuft vom Neuling bis hin zum Profi, um allzu große Unterschiede in den Fähigkeiten zu kompensieren (Capture the Flag, Clan Arena, Team-Deathmatch, Deathmatch, FreezeTag: Tier 1-4; Duell: 1-6). Zum Beispiel ist es einem Tier-4-Spieler in dem Spielmodus Clan Arena nicht möglich, einen Server zwei Stufen unter seiner Spielstärke beizutreten, der im Durchschnitt Tier-2-Spieler beherbergt.
- Quake Live war 2010–2015 kostenlos. Oktober 2015 erfolgte die Überführung in die Spieleplattform Steamworks, seitdem wird ein kostenpflichtiges Abonnement vorausgesetzt.
- Seit August 2010 bietet Quake Live erwerbbare „Premium“- und „Pro“-Accounts, die eine teilweise werbefreie Spieloberfläche sowie diverse Zusatzfunktionen ermöglichen. Zum Beispiel ist es mit einem Pro-Account möglich, eigene Server zu erstellen und somit eigene (private) Spiele mit den jeweiligen Wunscheinstellungen zu erhalten. Neue Karten (sog. „maps“), die der Hersteller id regelmäßig neu hinzufügt, bleiben vorerst jedoch Premium- und Pro-Nutzern vorbehalten.
- Quake Live ist nur über das Internet spielbar.
- Eine Website mit Community-Funktionen wie Freundeslisten samt Chat-System, achievements (Errungenschaften), Clan-Systemen usw. ist fester Bestandteil von Quake Live.
- Die aus Quake III Arena übernommenen Maps wurden überarbeitet. Dies betrifft generell ästhetische Änderungen und neue Platzierungen der Waffen und Gegenstände. In einigen Fällen wurde auch der Aufbau der Maps erheblich verändert (Beispiel: q3dm11 – Deva Station, jetzt qzdm11 – Chemical Reaction).
- Gewaltdarstellung (Blut, abgetrennte Körperteile) wurde reduziert.
- Alle Pentagramme und andere religiös oder okkult anmutenden Dekorationen wurden ausgetauscht (z. B. fehlt nun die Jesus-Figur im Level Grim Dungeons qzdm14).
- Die „Runen“ (dauerhafte Power-ups in Team-Spielen) aus Team Arena wurden in ihrer Wirkungsweise abgeändert: Die A-Rune regeneriert nicht mehr Munition (Ammo), sondern Rüstung (Armor). Die D-Rune verstärkt Schüsse nicht mehr um das Doppelte, sondern nur noch um das 1,5fache.
- Die Stärke einiger Waffen wurde verändert. Die Railgun zieht nur noch 80 Lebenspunkte ab, nicht mehr 100.
- Das Head-Up-Display wurde neu gestaltet.
- Quake Live enthält mehrere neue Level.
- Die vom Spieler wählbaren Spielfiguren haben teilweise neue Skins.
- Die quadratische Hitbox aus Quake III Arena wurde in kleinere Zylinder geändert, wodurch die Trefferzonen verkleinert wurden.[9]